# Juliusz Janusz Stachý
Juliusz Janusz Stachý (ur. 9 kwietnia 1930 we Lwowie, zm. 4 kwietnia 2012 w Warszawie) – polski hydrolog, hydrotechnik, wykładowca akademicki, autor podstaw projektowania obiektów technicznych gospodarki wodnej.

## Życiorys
Matka Janina z domu Rodzynkiewicz, biolog, była asystentką na Wydziale Rolnym Politechniki Lwowskiej. Zmarła na raka w 1934. Ojciec był inżynierem leśnictwa. Ze Lwowa przeniósł się do Krakowa gdzie ukończył na tajnych kompletach 1 klasą gimnazjum i był zatrudniony jako robotnik drogowy. Po wojnie trzy lata kontynuował naukę w Państwowym Gimnazjum i Liceum im. Adama Mickiewicza w Katowicach ostatecznie w 1949 ukończył i zdał maturę w Liceum im. Księcia Józefa Poniatowskiego w Warszawie. Dzięki wsparciu prof. Kazimierza Rodowicza został przyjęty na Inżynierski Kurs Hydrologiczny przy Politechnice Warszawskiej. W 1952 uzyskał dyplom inżyniera hydrologa. Uzupełnił wykształcenie na Wydziale Budownictwa Wodnego Politechniki Warszawskiej uzyskując magisterium w 1956 pisząc pracę z zakresu gospodarki wodnej na kaskadzie zbiorników. Od listopada 1952 do maja 1999 pracował w Instytucie Meteorologii i Gospodarki Wodnej. W 1954 został asystentem na Wydziale Budownictwa Wodnego Politechniki Warszawskiej. W czerwcu 1964 obronił doktorat na podstawie rozprawy Związki średniego odpływu na obszarze Polski w funkcji parametrów regionalnych. Promotorem pracy był Julian Lambor. Na podstawie rozprawy Wieloletnia zmienność odpływu rzek polskich uzyskał w 1978 habilitację. Tytuł profesorski nauk technicznych otrzymał w 1980. Wykładał na Politechnice Warszawskiej i Uniwersytecie Warszawskim. Przebywał także na stażach naukowych w USA, na Węgrzech, w ZSRR, Rumunii i w Wielkiej Brytanii. Był ekspertem ds. hydrologii z ramienia Światowej Organizacji Meteorologicznej w Ugandzie, a także ds. planowania zasobów wodnych w Bangladeszu (z ramienia ONZ). Był członkiem Światowej Organizacji Meteorologicznej, od 1964 Komitetu Hydrologii w Genewie), w latach 1966-1992 Komitetu Gospodarki Wodnej PAN zasiadał w radzie naukowej IMUZ w latach 1976-1980. Wydał 66 rozpraw i artykułów naukowych, 28 artykułów informacyjnych i sprawozdań, oraz 17 opracowań naukowych.
Pochowany został 11 kwietnia 2012 na Cmentarzu Powązkowskim w Warszawie.

## Odznaczenia
- Krzyż Kawalerski Orderu Odrodzenia Polski.
- Złoty i Srebrny Krzyż Zasługi
- Medal 40-lecia Polski Ludowej
- Brązowy Medal  Za Zasługi dla Obronności Kraju

## Wybrane publikacje
- Zasady obliczania maksymalnych przepływów prawdopodobnych
- Podstawy metodyczne zasad obliczania przepływów średnich niskich
- koncepcja Atlasu hydrologicznego Polski